# Завойко Василь Степанович
Василь Степанович Завойко (*15 (27) липня 1810, Прохорівка, Полтавська губернія — †16 (28) лютого 1898, Велика Мечетня, Подільська губернія) — адмірал Російського Імператорського флоту, перший військовий губернатор Камчатки, керівник оборони Петропавловська 1854 року.

## Походження
Українського походження, родом із дворян. Народився  15 (27) липня 1810 року) у селі Прохорівка, Золотоніського повіту, Полтавської губернії, нині Черкаський район, Черкаська область (Україна) в родині відставного морського штаб-лікаря статського радника Степана Осиповича Завойка та Євфимії Фесун.

## Біографія
Навчався у Макарівській монастирській вчительській семінарії, потім, з 1819 року, в Миколаївському штурманському училищі. 30 червня (12 липня) 1820 року склав іспити і став гардемарином Чорноморського флоту. У 1821 році гардемарин Завойко йде у своє перше плавання на бригу «Мінгрелія» під командуванням капітан-лейтенанта Михайла Станюковича.
У 1821 - 1826 рр. на бригаг "Мінгрелія", "Орфей" та шлюпі "Діана" крейсерував у Чорному морі.
1827 — отримав чин мічмана.
1827 — брав участь у Наваринській битві на кораблі «Олександр Невський» біля південно-західного узбережжя півострова Пелопоннес у Греції), за що був нагороджений орденом Святої Анни 3-го ступеня з бантом.
Брав участь у навколосвітніх плаваннях:
— на транспорті «Америка» (1834–1836) (за цей похід був удостоєний ордена Ордена Святого Володимира 4-го ступеня);
— на корветі «Николай» (1837–1839).
Під час цих походів відвідав Камчатку й Аляску.
Автор книжки «Враження моряка під час двох подорожей навколо світу».
З 1840 — служив в Російсько-Американській компанії начальником Охотської факторії.
В 1846 — В. С. Завойко сповістив Петербург про повну готовність нового, побудованого ним порту Аян. За це був нагороджений орденом Святої Анни 2-го ступеня, а 23 жовтня (4 листопада) цього ж року йому присвоєно нове звання капітан 2 рангу і призначено начальником новозбудованого військового і торгового порту.
3 (15) квітня 1849 року В. Завойко був підвищений до звання капітана 1 рангу.
З 1849 — перший Камчатський військовий губернатор і командир Петропавловського порту.
Впорядкував внутрішню гавань і порт, налагодив діяльність тваринницької ферми, водяного млина, кузні, ткацької майстерні, цегельні, лікарень. У районі Верхньо-Камчатська організував видобуток залізної руди. На Паратунських гарячих джерелах був організований лікувальний пункт, що діє донині. На півострів завезли й роздали місцевим мешканцям 300 корів. Кожна міщанська родина була зобов'язана саджати щороку не менше 10 пудів картоплі.
Березень 1854 р. — отримав від короля Гаваїв Камегамеа III попередження про прибуття на Тихий океан англо-французької ескадри, призначеної для знищення російських опорних пунктів. Протягом двох місяців готував порт до оборони.
Під час Петропавловської оборони 1854 року керований ним гарнізон (920 осіб, 33 гармати) відбив напад англо-французької ескадри (понад 2600 осіб, 216 гармат). За це отримав ранг контр-адмірала та ордени Святого Георгія 3-го ступеня і Святого Станіслава 1-го ступеня.
1855 — організував евакуацію жителів і гарнізону з Петропавловська в гирло Амура. 27 травня (8 червня) 1855 року Василь Степанович був призначений начальником морських сил, які знаходилися у гирлі річки Амур. 15 (27) вересня цього ж року він був призначений там же начальником морських і сухопутних сил, а 30 листопада (12 грудня) за особливі заслуги при службі в сибірському краї був нагороджений орденом Святого Володимира 2-го ступеня, і оренду за чином. Перебуваючи на цій посаді, він організував будівництво порту і міста (нині Ніколаєвськ-на-Амурі), що були побудовані на місці Миколаївського посту 14 листопада 1856 в рекордні терміни — за два з половиною місяці.
29 липня (10 серпня) 1857 року призначений членом морського Генерал-Аудиторіата (вищого військово-морського суду).
Після звільнення з флоту отримав 5 тисяч десятин землі у Великій Мечетні (зараз Первомайський район, Миколаївська область). Побудував у селі школу й лікарню. В його будинку зараз — дитячий садок.
Помер Василь Степанович Завойко 16 (28) лютого 1898 року і похований у селі Велика Мечетня, Балтського повіту, Подільської губернії (нині Первомайський район, Миколаївської області), де знаходилася його садиба.
Могилу адмірала знайшли 1985 року, 1989 року відбулося перепоховання праху в селищі Криве Озеро.

## Пам'ять
- у 1908 в центрі Владивостока постав монумент на його честь (скульптура заввишки 4 метра була відлита в Петербурзі). В 1930 пам'ятник демонтували, а в 1945 на тому самому постаменті поставили монумент більшовику Сергію Лазо.
- Біля колишньої садиби Завойка встановили пам'ятник з написом: «Адміралу російського флоту В. С. Завойку, сину Дніпра — герою Камчатки й Амура від кривоозерців і камчатців».
- В центрі села Прохорівка, Канівського району, Черкаської області, України, встановлено гранітний пам'ятний знак з інформацією про адмірала.
- На Камчатці 2010 рік було оголошено «Роком адмірала Завойка».

## Родина
- батько — Степан Осипович Завойко — штаб-лікар Миколаївського морського госпіталю, статський радник, нащадок старовинного козацького роду. Рід бере початок від Василя Завойка (2-га пол. 17 ст.), військового товариша Переяславського полку (1688–89). Один з його синів — Павло Васильович (р.н. невід. — бл. 1770) — іркліївський сотник (1754–63). Інші представники роду посідали невисокі уряди (посади) та були священниками в Золотоніському повіті Полтавської губернії.
- мати — Євфимія Фесун, з дрібного козацького шляхетського роду.
- Згідно з формулярним списком 1837 року, у Василя були два брати: Юхим (31 рік, лейтенант Чорноморського флоту) та Іван (17 років, вихованець Морського кадетського корпусу), і дві сестри: Анна (20 років) і Катерина (10 років).
- Дружина (з 1840 р.) — баронеса Юлія Георгіївна (Єгорівна) Врангель фон Людендорф (1821—1883), донька професора права барона Є. В. Врангеля, племінниця відомого мореплавця, адмірала Ф. П. Врангеля і двоюрідна тітка командувача білою армією під час громадянської війни П. М. Врангеля.
- Мав 11 дітей: 
  - Георгій (1842—1858) — гардемарин, помер від тифу.
  - Параскева  (1842 — 16 грудня 1916, Ялта), одружена з контр-адміралом, своїм далеким родичем,  Миколою Олексійовичем Фесуном (1835—1909).
  - Степан (25 квітня 1844 — 21 червня 1908) — дійсний статський радник (з 08.04.1884). Після смерті першої дружини, Катерини Іванівни Драгневич, в 1889 році одружився з художницею Софією Василівною Алфер'євою (1863 — 18 грудня 1919, Петроград), котрій з 1879 року разом з сестрою Марією належав дім № 52 на Миколаївській вулиці в Санкт-Петербурзі. Від першого шлюбу у С. В. Завойка було троє синів: Василь, Георгій та Михайло (1879—1920).
    - Василь Степанович Завойко (1874—1947) — підприємець, радник і ординарець Л. Г. Корнілова влітку 1917.
    - Георгій Степанович Завойко (1875—1906) — командував в часи російсько-японської війни підводним човном «Дельфін» у Владивостоці й загинув у 1906 році.

  - Марія (20 червня 1847 — 27 грудня 1919), одружена з російським сенатором Степаном Борисовичем Враським (1844/1845—1922).
  - Катерина (7 жовтня 1848—1878), одружена з Ігнатієм Феліксовичем Гриневецьким.
  - Василь (15 вересня 1850 — ?)
  - Іван (15 вересня 1850 — ?)
  - Варвара (7 грудня 1852—1889)
  - Юлія (7 квітня 1854—1894)
  - Віра (11 березня 1858 — ?)
  - Ольга (24 квітня 1859 — ?)

## Нагороди
- Орден Святої Анни III ступеня «з бантом» (1827, за відмінну службу),
- Медаль срібна «За Турецьку війну 1828—1829»,
- Орден Святого Володимира IV ступеня (1836),
- Орден Святої Анни II ступеня (1846),
- Орден Святої Анни II ступеня «з імператорською короною» (1849)
- Орден Святого Георгія 4-го класу (26 листопада 1850),
- Орден Святого Станіслава I ступеня (27 листопада 1854),
- Орден Святого Георгія 3-го класу (1 грудня 1854), за військові подвиги,
- Орден Святого Володимира II ступеня (12 грудня 1855),
- Орден Святої Анни I ступеня «з мечами» (1 травня 1864),
- Орден Білого Орла (1884),
- Орден Святого Олександра Невського (1890),
- Медаль світло-бронзова «В пам'ять про війну 1853—1856 років» на Георгіївській стрічці.
- Відзнака «За сумлінну службу ХХХ років».